# 賀茂真淵
賀茂 真淵（かもの まぶち、元禄10年3月4日〈1697年4月24日〉- 明和6年10月30日〈1769年11月27日〉）は、江戸時代中期の国学者、歌人。通称三四。真淵は出生地の敷智（ふち）郡にちなんだ雅号で、淵満（ふちまろ）とも称した。
荷田春満、本居宣長、平田篤胤とともに「国学の四大人（しうし）」の一人とされる。

## 概要

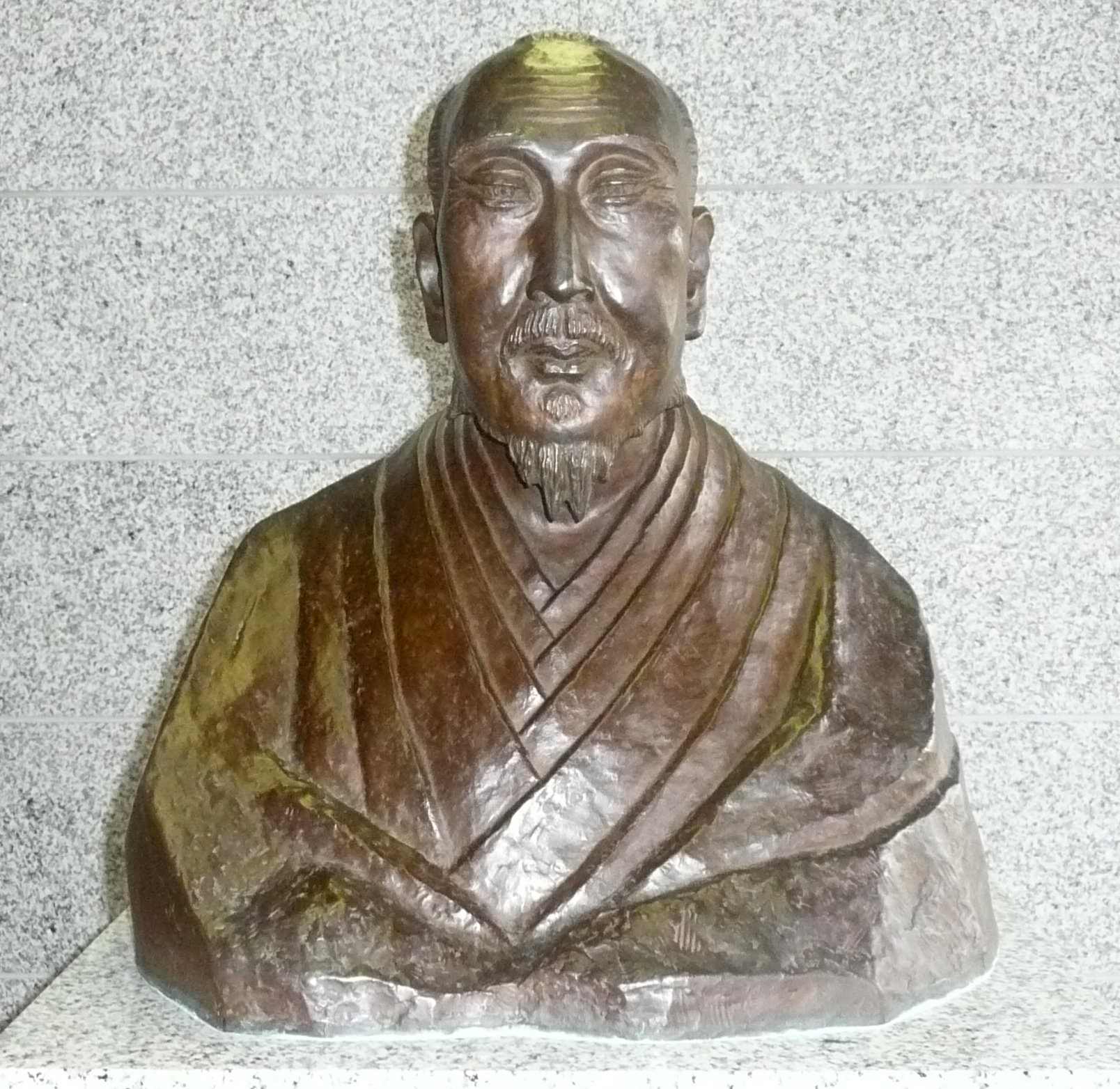
賀茂真淵記念館内にある胸像

『万葉集』などの古典研究を通じて古代日本人の精神を研究し、和歌における古風の尊重（万葉主義）を主張して和歌の革新に貢献した。また、人為的な君臣の関係を重視する朱子学の道徳を否定し、「日本の古典にみられ、古代日本人の精神性の純粋な表れとされる、作為のない自然の心情・態度こそ人間本来のあるべき姿である」として、古道説を確立した。
弟子の加藤千蔭の伝えるところによれば「外見は普通の人とかなり異なっており、ややもすると明敏さに欠ける頭の回転の鈍い人とも見受けられそうだったが、時々彼の言葉には日本人の真の心が突如として迸（ほとばし）りでた。その時には非の打ちどころのないほど雄弁になった。」という。
主な著書に『万葉考』、『冠辞考』、『祝詞考』、『神楽考』、『にひまなび』、『源氏物語新釈』、『ことばもゝくさ』などがある。とりわけ『歌意考』、『語意考』、『国意考』、『書意考』、『文意考』は「五意」と総称される。
全集として、明治期に『賀茂真淵全集』（6巻、國學院編、吉川弘文館）が刊行された。また、昭和初期に『増訂 賀茂真淵全集』（12巻、佐佐木信綱監修、吉川弘文館）および『校本 賀茂真淵全集』（思想編上下、弘文堂）、昭和後期に『賀茂真淵全集』（28巻ただし7巻分は未刊、久松潜一監修、続群書類従完成会）が刊行されている。

## 生涯
元禄10年（1697年）遠江国敷智郡浜松庄伊庭村（現在の静岡県浜松市）に岡部政信の三男として生まれた。岡部家は賀茂神社の末社の神職を代々務める旧家で、父政信は分家筋で農を業とした。
宝永4年（1707年）、10歳のときに杉浦国頭のもとで手習いを受ける。国頭は江戸の国学者・荷田春満の弟子で、春満の姪真崎（まさき）を妻とし、浜松で私塾を開いていた。
享保8年（1723年）に真淵は結婚するが、翌年に妻を亡くす。真淵は享保10年（1725年）に浜松宿脇本陣梅谷（うめや）家の養子になる。
30歳を過ぎたころ、家を捨てて京都に移り、荷田春満を師として学んだ。元文元年（1736年）に春満が死去すると浜松へ戻り、梅谷家に養子を迎える。翌元文2年（1737年）には江戸に移り、師として遇せられ国学を講じた。延享3年（1746年）、すでに50歳となっていた真淵は、御三卿田安徳川家の和学御用掛となり、徳川宗武に仕えた。宗武の知遇を得たことは世間の信頼をも高め、門人の数も急増したことで、真淵は公用の傍ら歌会や講会にも頻りに顔を出した。
宝暦13年（1763年）、真淵は宗武の命により大和へ旅に出る。この旅の途中で伊勢神宮への参拝を終えて伊勢松阪の旅籠「新上屋」に宿泊していたところ、情報を聞きつけた本居宣長が訪れ、生涯一度限りの出会いを経験する（「松阪の一夜」）。宣長は後に真淵の門下生となり、以後文通による指導（『万葉集問目』）が続いた。なお、真淵が江戸に戻ってきたのは同年の夏頃で、足かけ半年にわたる大旅行であった。

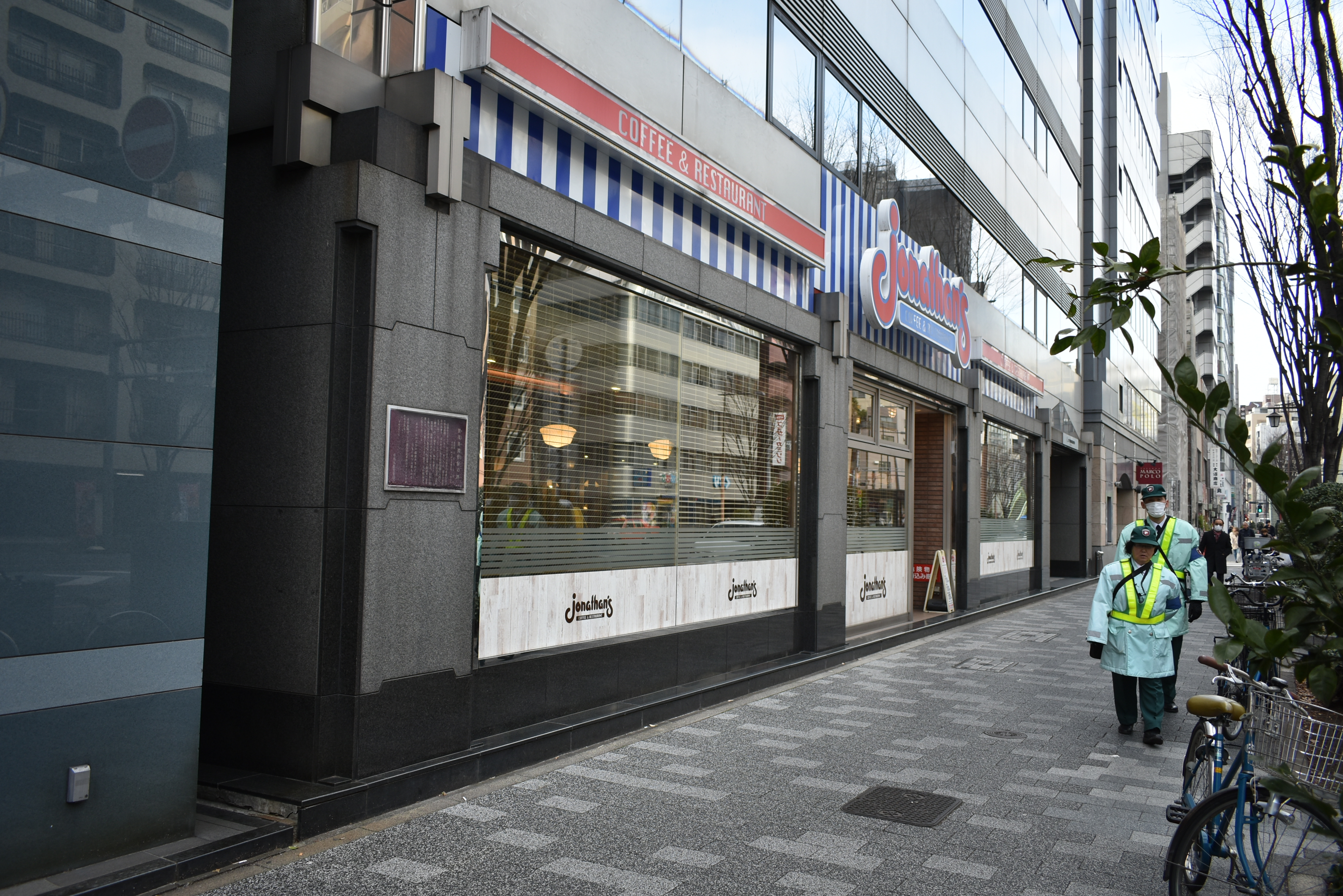
賀茂真淵県居の跡
東京都中央区（日本橋浜町）

明和元年（1764年）、真淵は住居を浜町に移し、「県居」と号した。明和6年（1769年）に死去。享年73。

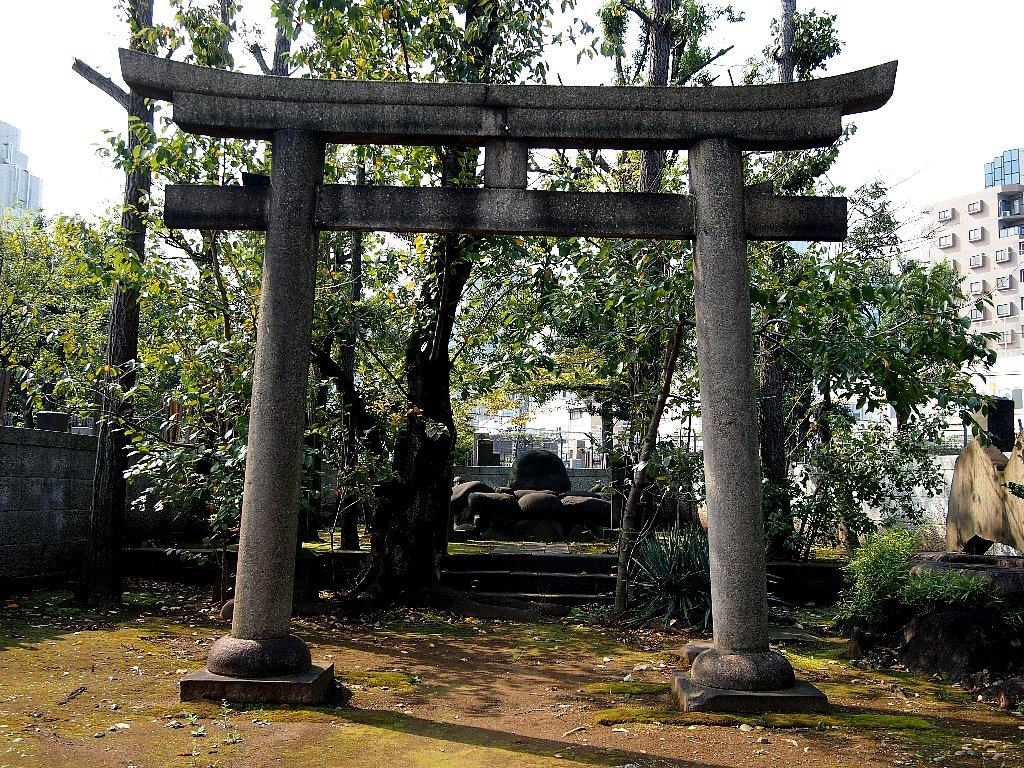
賀茂真淵の墓
東京都品川区北品川三丁目

墓は東海寺大山墓地にある。戒名は「玄珠院真淵義龍居士」、墓石の表には「賀茂県主大人墓」とある。この墓には国学者たちの参詣が末永く後を絶たず、とりわけ江戸の門人たちは忌日に墓参りと献詠を怠らなかった。

### 没後

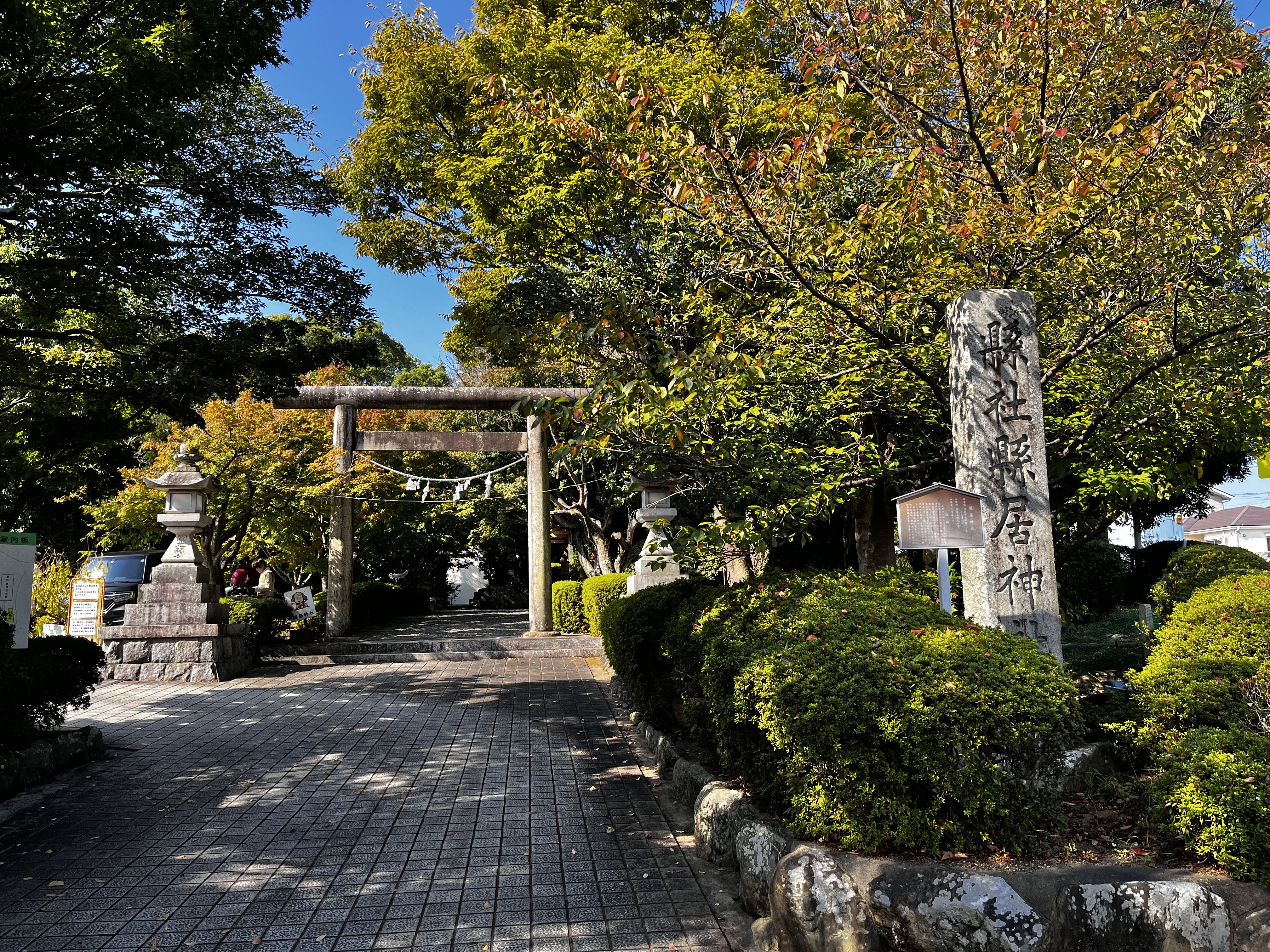
縣居神社の入口

天保10年（1839年）に真淵を祀る「縣居翁霊社」が創建され、明治17年（1884年）に「縣居神社」と改称した。なお、境内には真淵の歌碑がある。

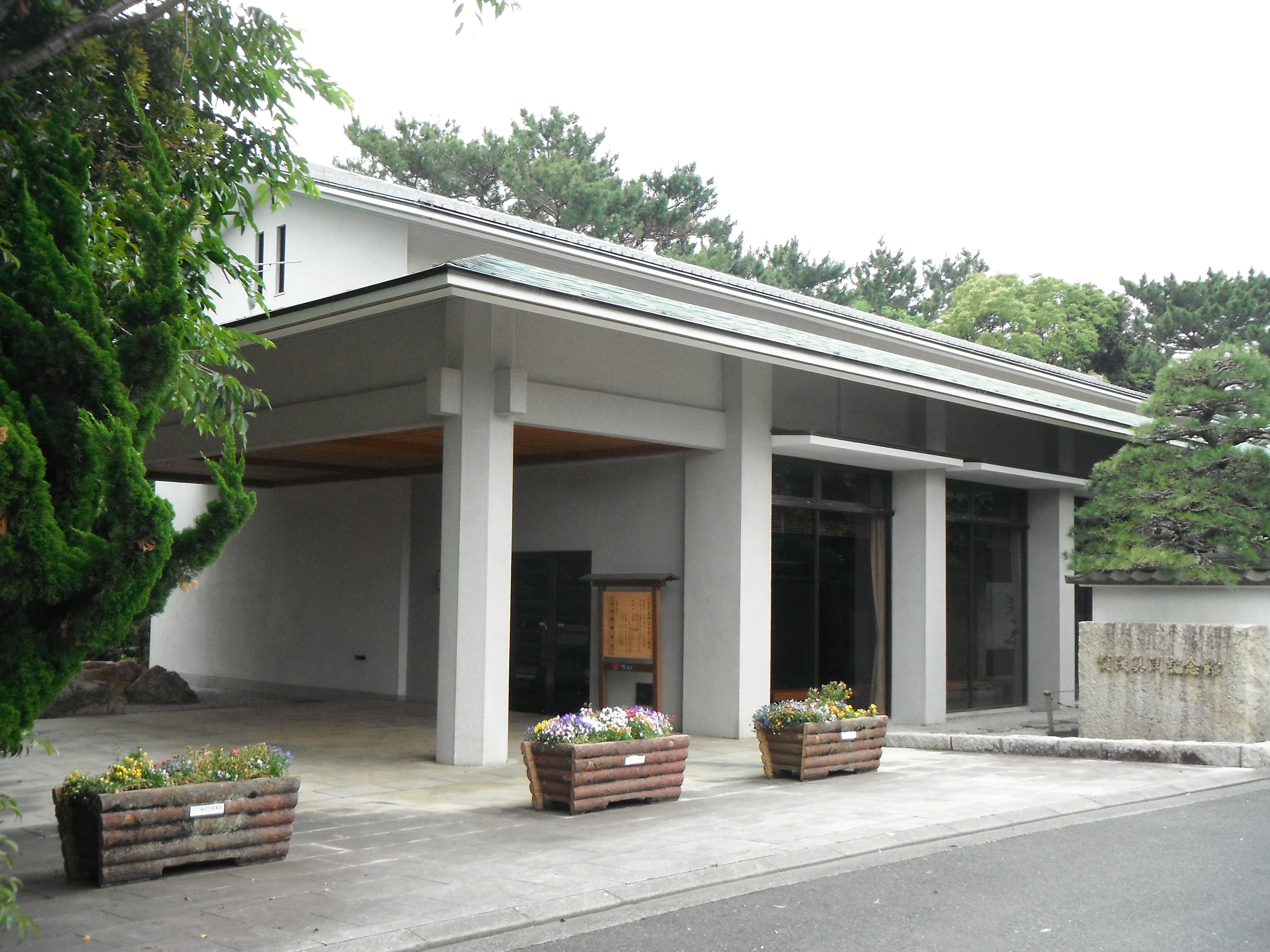
賀茂真淵記念館
静岡県浜松市中央区東伊場一丁目22-2

昭和59年（1984年）に「賀茂真淵記念館」が開館した。昭和60年（1985年）には本居宣長記念館と友好提携を結んだ。

#### ゆかりの地
- 賀茂神社：真淵の先祖をまつっている神社。
- 賀茂真淵翁顕彰碑：真淵生誕の地に建てられた。「賀茂真淵生誕の跡」碑がある。
- 五社公園：真淵生誕300年を記念して、万葉歌碑が建てられた。歌碑の文字は、真淵直筆の「万葉集遠江歌考」より転写した。

## 門下
真淵は教育者としても長じ、門下生は300人を超過する数であった。その門流は「県居学派」あるいは「県門」と称される。中には春満の門流も少なからずいたが、直接真淵に入門した者はさらに多く、概ね当時の知識階級に属する人々であったが、とりわけ女性は総人数の3分の1に達していた。
著名な門下生には、本居宣長、荒木田久老、加藤千蔭、村田春海、楫取魚彦、塙保己一、内山真龍、栗田土満、森繁子などがいる。その中でも高名な弟子として、特に優れた女性3人を県門の三才女（けんもんのさんさいじょ）、特に優れた男性4人を県門の四天王（けんもんのしてんのう）と称した。

### 県門の三才女
- 油谷倭文子（ゆやしずこ）[25]
- 土岐筑波子（ときつくばこ、進藤茂子）[26]
- 鵜殿余野子（うどのよのこ）[27]

### 県門の四天王
- 加藤千蔭
（橘千蔭）
- 村田春海
- 楫取魚彦
- 河津美樹
（加藤宇万伎）[3]

### 県門十二大家
県門の四天王に以下の8人を加え、県門十二大家（けんもんじゅうにたいか）と称される。
- 本居宣長
- 荒木田久老
- 栗田土満
- 村田春郷（むらたはるさと）[3]
- 小野古道（おのふるみち、長谷川謙益）[3]
- 橘常樹
- 日下部高豊
- 三島自寛（景雄）

## 著書
- 『賀茂真淵全集』増訂 全12巻 賀茂百樹増訂、吉川弘文館、1927-32
- 『賀茂真淵集』与謝野寛、与謝野晶子、正宗敦夫編纂校訂（1912）、現代思潮社「日本古典全集」、1983
- 「歌意考」-『日本古典文学大系　近世文学論集』中村幸彦校注、岩波書店、1966
- 「歌意考」「邇飛麻那微」「国意考」「語意考」-『日本思想大系　近世神道論・前期国学』阿部秋生校注、岩波書店、1972
- 「歌意考」-『日本古典文学全集　歌論集』橋本不美男・有吉保・藤平春男校注・訳、小学館、1975
- 『賀茂真淵全集』全27巻　続群書類従完成会、1977-92、新版・八木書店